# Mario Pons
Nelson Mario Pons Seelig (* 18. Dezember 1967 in Buenos Aires) ist ein ehemaliger ecuadorianischer Radrennfahrer und nationaler Meister im Radsport.

## Sportliche Laufbahn
Mario Pons hatte eine argentinische Mutter, sein Vater stammte aus Ecuador. Er wuchs in Cuenca in der Provinz Azuay auf. Zum Radsport kam er während seiner späteren Schulzeit. Von 1983 bis 1993 gewann er jeweils nationale Titel im Bahnradsport in verschiedenen Disziplinen, sowohl bei den Junioren als auch als Amateur. Als etablierter Bahnradfahrer trainierte er später häufig in den USA auf der Radrennbahn von Colorado Springs.
Er war mit Jhon Jarrín der dominierende Bahnradsportler seiner Heimat in den 1980er Jahren.
Pons war Teilnehmer der Olympischen Sommerspiele 1988 in Seoul und der Olympischen Sommerspiele 1992 in Barcelona. Er vertrat sein Land im Bahnradsport. 1988 trat er im Sprint an. Im 1000-Meter-Zeitfahren wurde er als 19. klassiert. In Barcelona wurde er vier Jahre später beim Sieg von José Moreno  19. im 1000-Meter-Zeitfahren.
Pons gewann die Goldmedaille bei den Panamerikanischen Meisterschaften 1988 im Sprint und 1990 im 1000-Meter-Zeitfahren. Bei den Südamerikanischen Meisterschaften wurde er 1990 Titelträger im Zeitfahren und gewann Silber im Sprint. Von 1985 bis 1993 gewann er jeweils den nationalen Meistertitel im Sprint, von 1986 bis 1993 den Titel im Zeitfahren. 1990 wurde er Zweiter im Gran Caracol de Pista, dem bedeutendsten Bahnradsportwettbewerb in Südamerika hinter Artūras Kasputis.
1993 beendete er seine Laufbahn. Er startete später in der Seniorenklasse und gewann 1999 einen Weltmeistertitel in seiner Altersklasse. Zeitweilig lebte er in den Vereinigten Staaten und war als Vertriebsleiter für Lateinamerika in einem Fahrradunternehmen tätig.

## Ehrungen
Pons wurde Sportler des Jahres 1988 und als bester ecuadorianischer Radrennfahrer des 20. Jahrhunderts geehrt.